# Zionskirche (Bremen)
Die evangelische Zionskirche und das Gemeindezentrum in Bremen im Stadtteil Neustadt, Kornstraße 31, wurden bis 1957 gebaut.
2009 wurde die Denkmalgruppe Zionskirche unter Denkmalschutz gestellt.

## Geschichte

### Erste Zionskirche
Die erste Zionskirche wurde 1893/94 als Filialkirche der im 17. Jahrhundert erbauten St.-Pauli Kirche in der Neustadt errichtet. Die dreischiffige, neugotische Kirche entstand nach Plänen des Architekten Weyhe. Das Mittelschiff der Basilika hatte eine hölzerne Kassettendecke. Chor und die zwei Seitenschiffe waren gewölbt. 1942 und 1944 zerstörten Bombenangriffe die Gebäude.

### Zionskirche von 1957
1948 löste sich die Zionsgemeinde von der St.-Pauligemeinde. Die neue Kirche und das Gemeindezentrum entstanden von 1955 bis 1957 nach Plänen des Kirchenarchitekten Carsten Schröck auf dem Grundstück der zerstörten ersten Zionskirche. Der moderne Kirchenbau steht an einer städtebaulich markanten Position an der Ecke Kornstraße/Kantstraße. Er war eines der ersten Beispiele für eine moderne Nachkriegsarchitektur in Bremen mit einer sehr klaren Formensprache.
Das Gemeindezentrum besteht aus zwei zu einem L-Grundriss angeordneten Baukörpern und dem vorangestellten hohen und dominanten Glockenturm an der Kornstraße. Der zu der zur Kantstraße zurückgesetzte, dreigeschossige Hauptbau ist raumbildend und besteht aus Gemeindesaal, Gemeindebüro, Pastorensprechzimmer, Pastor-, Küster- und Schwesterwohnung. Die flach gedeckten Bauten haben zur Straße einen erdgeschossigen Vorbau. Das Ensemble wird an der Rückseite des Innenhofes ergänzt durch den separaten, erdgeschossigen Jugendheimbau mit einem U-förmigen Grundriss und mit flach geneigten Pultdächern.
Der quadratische Turm hat eine sichtbare Skelettkonstruktion aus Beton, die mit Rotsteinen ausgemauert wurde und im oberen, offenen Turmteil einen stilisierten Erdball umfasst. Die Turmspitze besteht aus einem schlanken, hohen Kreuz. Im Kirchturm hängen drei Bronze-Glocken der renommierten Glockengießerei Otto aus Bremen-Hemelingen aus dem Jahr 1960. Die Disposition der Glocken lautet: d – e – g. Die Glocken haben folgende Durchmesser: 1392 mm, 1240 mm und 1042 mm. Das Geläut der Glocken ist auf Youtube zu finden.
Der rechteckige Kirchenraum ist im Inneren klar und schlicht mit roten Steinen gestaltet. Das Schalendach aus Beton ist auch innen sichtbar. Die Altarwand zeigt ungegliedertes Backsteinmauerwerk. In der westlichen Seitenwand befinden sich die vertikalen Betonglasfenster. Die östlichen Buntglasfenster zeigen das Thema Einzug nach Jerusalem, gestaltet vom Künstler Erhart Mitzlaff aus Fischerhude. Das farbige Licht fällt auf die liturgischen Orte Altartisch, Taufschale und Kanzel. Die Kirche erhielt 1958 eine Führer-Orgel mit 21 Registern auf zwei Manualen und Pedal.
Im Flügel an der Kornstraße befindet sich das Foyer mit einem asymmetrisch filigranen Treppenhaus. Es ist Bindeglied der beiden Flügelbauten und Durchgang zum geschützten Innenhof.
Der architekturführer bremen würdigte das Bauwerk: „Der Komplex kann als Bremens erster dezidiert moderner Sakralbau angesehen werden, was sich nicht nur in der Formensprache, sondern auch in einer Raumkonzeption Ausdruck verschafft, in der die Gemeindearbeit und die Öffnung zur Gesellschaft eine wichtige Rolle spielen.“
Von 1976 bis 2009 war Hans-Günter Sanders (* 1946) Pastor der Zionsgemeinde. Unter seiner Ägide gewährte die Zionsgemeinde das erste Bremer Kirchenasyl, nahm eine afrikanische Gemeinde auf und gründete den ersten Betriebskindergarten einer Bremer Kirche. Darüber hinaus setzte sich die Zionsgemeinde auf Engagement von Pastor Hans-Günter Sanders für die Versöhnung mit Menschen ein, die während des Nationalsozialismus in Bremen zu Zwangsarbeit gezwungen wurden. U.a in der ehemaligen Kaserne Huckelriede befand sich ein Außenlager des Konzentrationslagers Neuengamme. 2007 initiierte Sanders den Kauf einer gemeindeeigenen Gruft für die Bestattung mittelloser Menschen auf dem Friedhof der Zionskirche.

## Kirchengemeinde
Die Vereinigte Ev. Gemeinde Bremen-Neustadt, Große Krankenstr. 11, besteht seit 2009 aus der Fusion der früher selbstständigen Kirchgemeinden Zion, St. Pauli und Matthias Claudius.
Zur Zionskirche gehören die Kita Zion an der Gastfeldstraße 53 und der Hort Zion an der Kornstr. 31.
Der Ady & the Zion Community Choir in der Neustadt ist ein multikultureller Gospelchor, der 1997 von Ady Ariwodo aus dem Zion Community Choir der Gemeinde gegründet wurde. Er diente als Brücke zwischen der deutschen und einer afrikanischen Gottesdienstgemeinde.
Bekannte Pastoren:
- Friedrich Gerlach von um 1944 bis 1974
- Hans-Günter Sanders, an 1976
- Günter Danger, danach[10]
- Thomas Lieberum